# 生きとし生けるもの (テレビドラマ)
『生きとし生けるもの』（いきとしいけるもの）は、テレビ東京系列で2024年5月6日に放送されたテレビドラマ。主演は妻夫木聡と渡辺謙。妻夫木はテレビ東京初出演で初主演。
北川悦吏子のオリジナル作品であり、テレビ東京開局60周年特別企画。
人生に悩む医者と余命宣告された患者の2人が各地を巡るヒューマンドラマ。

## あらすじ
内科医の佐倉陸。彼は人生に悩みを抱いていた。そして、余命宣告を受けた患者の成瀬翔。2人は「人が生きる理由」「何を残すのか」という永遠の問いの答えを求め、各地を巡る。

## キャスト

### 主要人物
佐倉陸（さくら りく）
演 - 妻夫木聡
外科医→内科医→緩和ケア医へ転向する。
成瀬翔（なるせ しょう）
演 - 渡辺謙（高校生時代：島村龍乃介）
末期のがん患者。主治医は佐倉陸。小説家。

### 関東総合病院
吉岡薫（よしおか かおる）
演 - 杉野遥亮
研修医。
菅田陽子（すげた ようこ）
演 - 大政絢
看護師。陸の良き理解者。
小宮滝人（こみや たきと）
演 - 田中哲司
外科部長。陸の上司。
看護師
演 - 土屋直子
陽子の先輩看護師。塩化カリウムのアンプルが2本足りないことを陽子に知らせる。
外科医
演 - 谷大輔、大西けんけん
医師
演 - 菜葉菜
カンファレンスにおいて、ある女性患者に対する緩和ケアについて患者側に立たず病院側のリスクに言及したため、陸に強く反論される。
看護師
演 -
職員食堂で外科医が発した緩和ケアへの嫌味に対して反論した陽子の声の大きさに驚く。
井上雪子
演 - 丘みつ子
入院患者。様子を見に来た陸に「手、つないでいいですか?」と頼む。

### 佐倉陸の周辺人物
佐倉陸の息子
演 - 藤元萬瑠
陸が見ているスマホの映像の中で花火をしている。
ダイニングバーの従業員
演 - 折居志信

### 成瀬翔の周辺人物
中野百合（なかの ゆり）
演 - 原田知世（高校生時代：近藤華）
成瀬の初恋の人。
居酒屋の店主
演 - 金井良信
中野百合の実家。

#### 居酒屋の店主の妻
演 - 渡辺喜子

#### 幸田ちひろ（こうだ ちひろ）
演 - 満島ひかり
翔の娘。幼い頃に両親が離婚しており、父のことはあまり覚えていない。
ちひろの息子
演 - 馬場應吏
翔の孫。ちひろに連れられ、既に意識が無くなっている祖父に会いに来る。

### その他の人物
娘
演 - 知念結奈
ぬいぐるみを海に落としてしまう。
母親
演 - 山田キヌヲ
父親
演 - 古谷佳也
娘が海に落としてしまったぬいぐるみを拾いに行く。

## スタッフ
※出典
- 脚本 - 北川悦吏子
- 監督 - 廣木隆一
- 音楽 - 大友良英
- 音楽プロデューサー - 田井モトヨシ
- VFX - Darwin
- チーフプロデューサー - 大和健太郎
- プロデューサー - 祖父江里奈、志村彰（The icon）、八巻薫（The icon）
- 制作協力 - The icon
- 制作著作 - テレビ東京

## 受賞
- 東京ドラマアウォード2024 単発ドラマ部門 優秀賞[14]